# フリードリヒ・キール
フリードリヒ・キール（Friedrich Kiel, 1821年10月8日 プダーバッハ – 1885年 9月13日 ベルリン）はドイツの作曲家・音楽教師。シューマンとブラームスの間の世代の夥しい数の器楽曲の作曲家として著名で、とりわけ室内楽の作曲家として名を遺す。

## 略歴
父親ヨハン・ヨスト・キール（1791年～1863年）から音楽の基礎教育とピアノの手ほどきを受けるが、音楽家としてはほとんど独学であった。神童めいたところがあり、6歳で誰の指導も受けずにピアノを演奏し、13歳になるまでにたくさんの楽曲を書く。熱心な音楽愛好家のザイン＝ヴィトゲンシュタイン＝ベルレブルク侯爵アルプレヒト1世の注意を惹き、その援助のおかげで、侯爵の宮廷楽団のコンサートマスターにヴァイオリンを、著名なフルート奏者カスパー・クンマーに音楽理論を師事。18歳になるとベルレブルクの楽長と侯爵の子弟の音楽教師に任ぜられる。
1842年にルイ・シュポーアの尽力で、プロイセンのヴィルヘルム4世より奨学金を得てベルリンに行き、1844年まで高名な音楽理論家ジークフリート・デーンに師事。その後ベルリンでは、演奏家として引く手あまたになる。1866年には名高いシュテルン音楽院よりピアノの講師に採用されるが、作曲を指導するようになり、3年後には教授に昇格した。
1870年より新設となったベルリン高等音楽学校に転任し、ヨーゼフ・ヨアヒム、エルンスト・ルドルフ、アドルフ・シュルツェ、フィリップ・シュピッタらと同僚となる。同校における主要な門人に、ジグムント・ノスコフスキ、アーサー・ソマヴェル、チャールズ・ヴィリアーズ・スタンフォード、フレデリック・カウエン、エミール・シェーグレンら。
キールは登山を趣味としており、交通事故に巻き込まれて急死するまで、スイスとイタリアの国境に位置するヨーロッパ最高峰の一つ、モンテ・ローザを制覇している。

## 作品と評価
キールは、ほとんどすべての楽種に手を染めたが、交響曲と歌劇は遺さなかった。作品は、自らがピアノを演奏したり指導したことに関連して、半数がピアノ曲である。そのほかに、さまざまなアンサンブルのための室内楽やピアノ協奏曲、合唱曲、宗教曲（レクィエム、荘厳ミサ、オラトリオ《ベツレヘムの星》）がある。
室内楽曲がキールの作品のかなりの部分を占めており、全作品のうちでも最も重要で最も優れた作品となっている。音楽学者・音楽評論家のヴィルヘルム・アルトマンは、キールの穏当な作風が正当な評価の妨げになっているとしながらも、ブラームスらの名を挙げた後、このように述べた。「（キールは）たくさんの室内楽曲を遺した。それらはどれも比類ないものである。」
1993年からフリードリーヒ・キール協会がケルンのドーア社（Verlag Dohr）と共同で、キール作品の校訂譜を出版しており、そこには新版だけでなく、初版も含まれている。

## 主要作品一覧
- 管弦楽曲
  - 3つの軍隊行進曲 作品39
  - 4つの行進曲 作品61
  - 演奏会用序曲 ハ長調
  - 演奏会用序曲 ニ短調
  - ピアノ協奏曲 変ロ長調 作品30
- ピアノ三重奏曲
  - 第1番 ニ長調 作品3
  - 第2番 イ長調 作品22
  - 第3番 変ホ長調 作品24
  - 第4番 嬰ハ短調 作品33
  - 第5番 ト長調 作品65 No.1
  - 第6番 ト短調 作品65 No.2
- ピアノ四重奏曲
  - 第1番 イ短調 Op.43
  - 第2番 ホ長調 Op.44
  - 第3番 ト長調 Op.50
- 弦楽四重奏曲
  - 第1番 イ短調 作品53-1
  - 第2番 変ホ長調 作品53-2
  - 円舞曲 作品73
  - 円舞曲 作品78
- ピアノ五重奏曲
  - 第1番 イ長調 Op.75
  - 第2番 ハ短調 Op.76
- ヴァイオリンとピアノのための《スウェーデン民謡による変奏曲》作品37
- ヴァイオリン・ソナタ 作品51
- チェロとピアノのための《旅の景色 Reisebilder 》作品11
- チェロとピアノのための3つの小品 作品12
- チェロ・ソナタ 作品52
- ヴィオラ・ソナタ 作品67

## 参考資料
- Cobbett's Cyclopedic Survey of Chamber Music, Ed. Cobbett, W.W., Oxford University Press, 1929 & 1963, London. ISBN 0-19-318304-8
- Handbuch fur Streichquartettspieler, Altmann, Wilhelm, Heinrichshofen Verlag, 1972, Amsterdam, ISBN 3-7959-0113-8
- Chamber Music Journal, Vol.XVII No.4 2006, pp.3, 10-12, ISSN 1535-1726